# مايكل لونسديل
مايكل لونسديل (بالفرنسية: Michael Lonsdale)‏
```
(و. 
1931
 - 21 سبتمبر 
2020
)،
[
7
]
 هو 
ممثل
، 
وممثل تلفزيوني
، 
وممثل أفلام
 من 
فرنسا
. ولد في 
باريس
.
[
8
]
```

## روابط خارجية
- مايكل لونسديل على موقع IMDb (الإنجليزية)
- مايكل لونسديل على موقع روتن توميتوز (الإنجليزية)
- مايكل لونسديل على موقع قاعدة بيانات الأفلام العربية
- مايكل لونسديل على موقع ألو سيني (الفرنسية)
- مايكل لونسديل على موقع ميوزك برينز (الإنجليزية)
- مايكل لونسديل على موقع أول موفي (الإنجليزية)
- مايكل لونسديل على موقع قاعدة بيانات الأفلام السويدية (السويدية)
- مايكل لونسديل على موقع إن إن دي بي (الإنجليزية)
- مايكل لونسديل على موقع ديسكوغز (الإنجليزية)
- مايكل لونسديل على موقع قاعدة بيانات الفيلم (الإنجليزية)